# Wahlen zum Senat der Vereinigten Staaten 2016
Bei den Wahlen zum Senat der Vereinigten Staaten 2016 wurden planmäßig am 8. November 2016 – dem auf den ersten Montag im November folgenden Dienstag – die Zusammensetzung dieser oberen Kammer des Kongresses der Vereinigten Staaten bestimmt. Dabei standen 34 der 100 Senatssitze der Klasse III zur Wahl. Gewählt wurden die Senatoren durch Direktwahl auf sechs Jahre von den Wahlberechtigten des jeweiligen Bundesstaates, den sie im Senat der Vereinigten Staaten repräsentieren. In seiner neuen Zusammensetzung trat der Senat des 115. Kongresses erstmals am 3. Januar 2017 zusammen.
Die Senatswahl fand gleichzeitig zu weiteren Wahlen in den Vereinigten Staaten statt, darunter der Repräsentantenhaus- und der Präsidentschaftswahl.
Bei der letzten regulären Wahl der Senatoren der Klasse III im Jahr 2010 konnten die Demokraten trotz Verlusten von sechs Mandaten die Mehrheit verteidigen.

## Ablauf der Vorwahlen
Die parteiinternen Vorwahlen zur Bestimmung der jeweiligen Kandidaten fanden je nach Bundesstaat zwischen März und September 2016 nach unterschiedlichen Verfahren statt. Die verschiedenen Daten und Wahlmodule sind durch unterschiedliche Wahlrechte der Staaten begründet. Louisiana hält keine Vorwahl in diesem Sinne ab, da mehrere Kandidaten einer Partei bei der Hauptwahl auf dem Stimmzettel stehen dürfen. Bei der Hauptwahl am 8. November 2016 entschied mit Ausnahme Louisianas und Georgias der Kandidat mit den meisten Stimmen die Wahl für sich, in Louisiana und Georgia könnte es Stichwahlen geben, falls bei der Hauptwahl kein Kandidat mehr als 50 Prozent der Stimmen erreicht.

## Ausgangslage

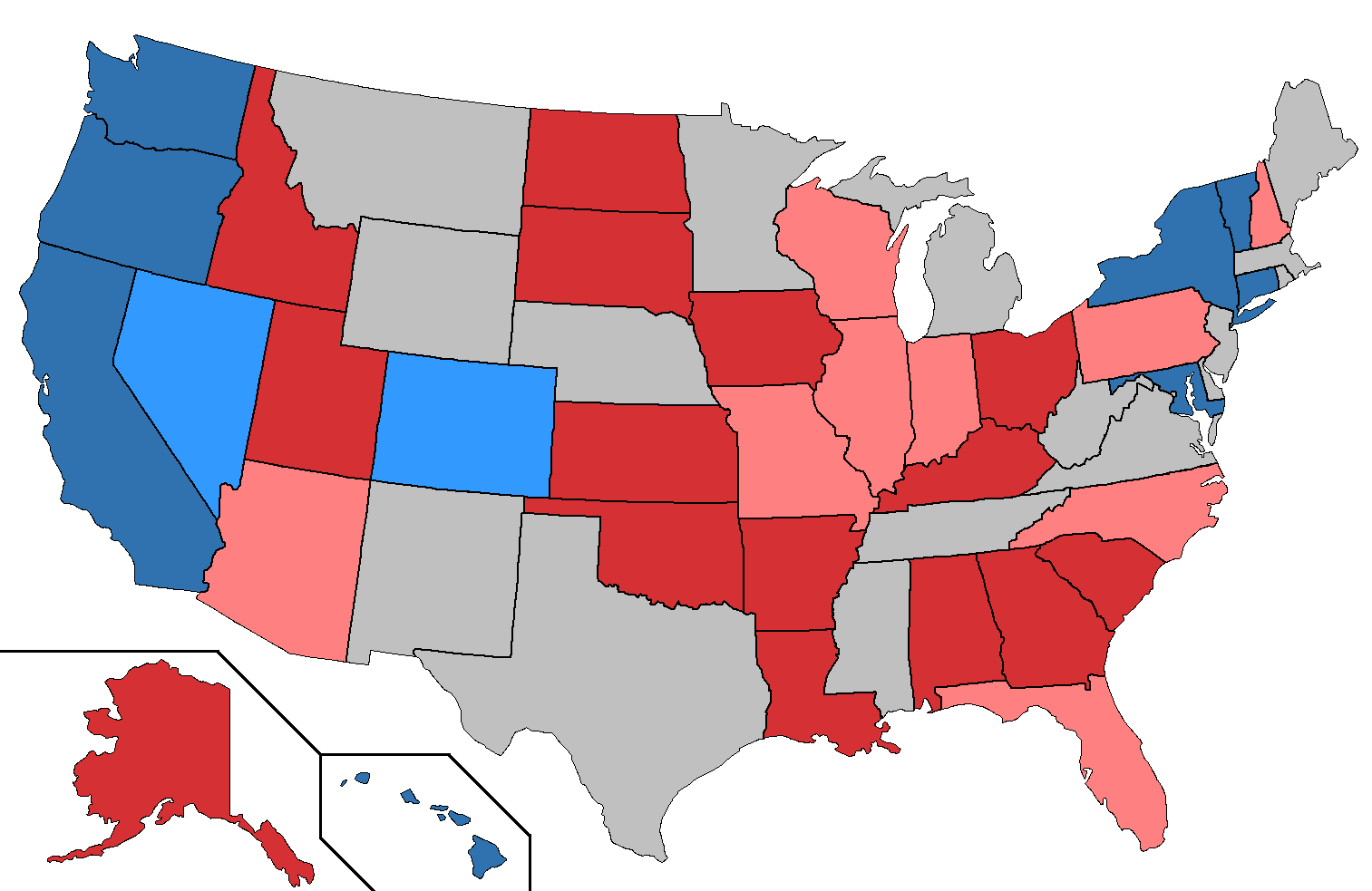
Karte der US-Bundesstaaten:

Für die Demokraten galten laut Umfragen acht der zehn Wiederwahlen als sicher. Nur Colorado und Nevada wurden als möglicherweise gefährdet eingestuft. Bei den Republikanern galten acht der 24 Sitze als potentiell gefährdet für eine Wiederwahl. Es waren Florida, Illinois, Missouri, New Hampshire, North Carolina, Indiana, Pennsylvania und Wisconsin. In Illinois und New Hampshire setzten sich die Kandidatinnen der Demokraten, Tammy Duckworth und Maggie Hassan, gegen die bisherigen Mandatsträger von den Republikanern, Mark Kirk und Kelly Ayotte, durch.

## Ergebnisse

### Alabama
Der amtierende Republikaner Richard Shelby wurde bei der Senatswahl 2010 wiedergewählt.
Bei der Wahl konnte er seinen Sitz gegen den Demokraten Ron Crumpton verteidigen.
Da bei der Senatswahl 2014 der Republikaner Jeff Sessions den anderen Senatorensitz von Alabama verteidigen konnte, entsendet Alabama zwei republikanische Senatoren in den US-Senat.

### Alaska
Die amtierende Republikanerin Lisa Murkowski wurde bei der Senatswahl 2010 wiedergewählt.
Bei der Wahl konnte sie ihren Sitz gegen den libertären Kandidaten Joe Miller, die unabhängige Kandidatin Margaret Stock und den Demokraten Ray Metcalfe verteidigen.
Da bei der Senatswahl 2014 der Republikaner Dan Sullivan den anderen Senatorensitz von Alaska gewinnen konnte, entsendet Alaska zwei republikanische Senatoren in den US-Senat.

### Arizona
Der amtierende Republikaner John McCain wurde bei der Senatswahl 2010 wiedergewählt.
Bei der Wahl konnte er seinen Sitz gegen die Demokratin Ann Kirkpatrick und den Kandidaten der Green Party Gary Swing verteidigen.
Da bei der Senatswahl 2012 der Republikaner Jeff Flake den anderen Senatorensitz von Arizona gewinnen konnte, entsendet Arizona zwei republikanische Senatoren in den US-Senat.

### Arkansas
Der amtierende Republikaner John Boozman wurde bei der Senatswahl 2010 gewählt.
Bei der Wahl konnte er seinen Sitz gegen den Demokraten Conner Eldridge verteidigen.
Da bei der Senatswahl 2014 der Republikaner Tom Cotton den anderen Senatorensitz von Arkansas gewinnen konnte, entsendet Arkansas zwei republikanische Senatoren in den US-Senat.

### Colorado
Der amtierende Demokrat Michael Bennet wurde bei der Senatswahl 2010 wiedergewählt.
Bei der Wahl konnte er seinen Sitz gegen den Republikaner Darryl Glenn verteidigen.
Da bei der Senatswahl 2014 der Republikaner Cory Gardner den anderen Senatorensitz von Colorado gewinnen konnte, entsendet Colorado einen demokratischen und einen republikanischen Senator in den US-Senat.

### Connecticut
Der amtierende Demokrat Richard Blumenthal wurde bei der Senatswahl 2010 gewählt.
Bei der Wahl konnte er seinen Sitz gegen den Republikaner Dan Carter verteidigen.
Da bei der Senatswahl 2012 der Demokrat Chris Murphy den anderen Senatorensitz von Connecticut gewinnen konnte, entsendet Connecticut zwei demokratische Senatoren in den US-Senat.

### Florida
Der amtierende Republikaner Marco Rubio wurde bei der Senatswahl 2010 gewählt.
Bei der Wahl konnte er seinen Sitz gegen den Demokraten Patrick Murphy verteidigen.
Da bei der Senatswahl 2012 der Demokrat Bill Nelson den anderen Senatorensitz von Florida gewinnen konnte, entsendet Florida einen demokratischen und einen republikanischen Senator in den US-Senat.

### Georgia
Der amtierende Republikaner Johnny Isakson wurde bei der Senatswahl 2010 wiedergewählt.
Bei der Wahl konnte er seinen Sitz gegen den Demokraten Jim Barksdale verteidigen.
Da bei der Senatswahl 2014 der Republikaner David Perdue den anderen Senatorensitz von Georgia gewinnen konnte, entsendet Georgia zwei republikanische Senatoren in den US-Senat.

### Hawaii
Der amtierende Demokrat Brian Schatz wurde 2014 bei einer außerordentlichen Wahl gewählt.
Bei der Wahl konnte er seinen Sitz gegen den Republikaner John Carroll verteidigen.
Da bei der Senatswahl 2012 die Demokratin Mazie Hirono den anderen Senatorensitz von Hawaii gewinnen konnte, entsendet Hawaii zwei demokratische Senatoren in den US-Senat.

### Idaho
Der amtierende Republikaner Mike Crapo wurde bei der Senatswahl 2010 wiedergewählt.
Bei der Wahl konnte er seinen Sitz gegen den Demokraten Jerry Sturgill und gegen den Kandidaten der Verfassungspartei, Ray Writz, verteidigen.
Da bei der Senatswahl 2014 der Republikaner Jim Risch den anderen Senatorensitz von Idaho verteidigen konnte, entsendet Idaho zwei republikanische Senatoren in den US-Senat.

### Illinois
Der amtierende Republikaner Mark Kirk wurde bei der Senatswahl 2010 gewählt.
Bei der Wahl verlor er gegen die Demokratin Tammy Duckworth.
Da bei der Senatswahl 2014 der Demokrat Dick Durbin den anderen Senatorensitz von Illinois verteidigen konnte, entsendet Illinois zwei demokratische Senatoren in den US-Senat.

### Indiana
Der amtierende Republikaner Dan Coats wurde bei der Senatswahl 2010 gewählt. Bei der Wahl trat er nicht mehr an.
Der Republikaner Todd Young konnte den Sitz gegen den demokratischen Kandidaten Evan Bayh und den libertären Kandidaten Ray Writz gewinnen.
Da bei der Senatswahl 2012 der Demokrat Joe Donnelly den anderen Senatorensitz von Indiana gewinnen konnte, entsendet Indiana einen demokratischen und einen republikanischen Senator in den US-Senat.

### Iowa
Der amtierende Republikaner Chuck Grassley wurde bei der Senatswahl 2010 wiedergewählt.
Bei der Wahl konnte er seinen Sitz gegen die Demokratin Patty Judge verteidigen.
Da bei der Senatswahl 2014 die Republikanerin Joni Ernst den anderen Senatorensitz von Iowa gewinnen konnte, entsendet Iowa zwei republikanische Senatoren in den US-Senat.

### Kalifornien
Die amtierende Demokratin Barbara Boxer wurde bei der Senatswahl 2010 wiedergewählt. Bei der Wahl trat sie nicht mehr an.
Die Demokratin Kamala Harris konnte den Sitz gegen die demokratische Kandidatin Loretta Sanchez gewinnen.
Da bei der Senatswahl 2012 die Demokratin Dianne Feinstein den anderen Senatorensitz von Kalifornien verteidigen konnte, entsendet Kalifornien zwei demokratische Senatoren in den US-Senat.

### Kansas
Der amtierende Republikaner Jerry Moran wurde bei der Senatswahl 2010 gewählt.
Bei der Wahl konnte er seinen Sitz gegen den Demokraten Patrick Wiesner und den libertären Kandidaten Robert Garrard verteidigen.
Da bei der Senatswahl 2014 der Republikaner Pat Roberts den anderen Senatorensitz von Kansas verteidigen konnte, entsendet Kansas zwei republikanische Senatoren in den US-Senat.

### Kentucky
Der amtierende Republikaner Rand Paul wurde bei der Senatswahl 2010 gewählt.
Bei der Wahl konnte er seinen Sitz gegen den Demokraten Jim Gray verteidigen.
Da bei der Senatswahl 2014 der Republikaner Mitch McConnell den anderen Senatorensitz von Kentucky verteidigen konnte, entsendet Kentucky zwei republikanische Senatoren in den US-Senat.

### Louisiana
Der amtierende Republikaner David Vitter wurde bei der Senatswahl 2010 wiedergewählt. Bei der Wahl trat er nicht mehr an.
Da keiner der Kandidaten die absolute Mehrheit erhielt, musste eine Stichwahl durchgeführt werden.

#### Stichwahl
Die Stichwahl wurde am 10. Dezember 2016 durchgeführt.
Der Republikanerin John Neely Kennedy konnte diese gegen den Demokraten Foster Campbell für sich entscheiden.
Da bei der Senatswahl 2014 der Republikaner Bill Cassidy den anderen Senatorensitz von Louisiana gewinnen konnte, entsendet Louisiana zwei republikanische Senatoren in den US-Senat.

### Maryland
Die amtierende Demokratin Barbara Mikulski wurde bei der Senatswahl 2010 wiedergewählt. Bei der Wahl trat sie nicht mehr an.
Der Demokrat Chris Van Hollen konnte den Sitz gegen die republikanische Kandidatin Kathy Szeliga gewinnen.
Da bei der Senatswahl 2012 der Demokrat Ben Cardin den anderen Senatorensitz von Maryland verteidigen konnte, entsendet Maryland zwei demokratische Senatoren in den US-Senat.

### Missouri
Der amtierende Republikaner Roy Blunt wurde bei der Senatswahl 2010 gewählt.
Bei der Wahl konnte er seinen Sitz gegen den Demokraten Jason Kander verteidigen.
Da bei der Senatswahl 2012 die Demokratin Claire McCaskill den anderen Senatorensitz von Missouri verteidigen konnte, entsendet Missouri einen demokratischen und einen republikanischen Senator in den US-Senat.

### Nevada
Der amtierende Demokrat Harry Reid wurde bei der Senatswahl 2010 wiedergewählt. Bei der Wahl trat er nicht mehr an.
Die Demokratin Catherine Cortez Masto konnte den Sitz gegen den republikanischen Kandidaten Joe Heck gewinnen.
Da bei der Senatswahl 2012 der Republikaner Dean Heller den anderen Senatorensitz von Nevada gewinnen konnte, entsendet Nevada einen demokratischen und einen republikanischen Senator in den US-Senat.

### New Hampshire
Die amtierende Republikanerin Kelly Ayotte wurde bei der Senatswahl 2010 gewählt.
Bei der Wahl verlor sie, mit wenigen hundert Stimmen, gegen die Demokratin Maggie Hassan.
Da bei der Senatswahl 2014 die Demokration Jeanne Shaheen den anderen Senatorensitz von New Hampshire gewinnen konnte, entsendet New Hampshire zwei demokratische Senatoren in den US-Senat.

### New York
Der amtierende Demokrat Chuck Schumer wurde bei der Senatswahl 2010 wiedergewählt.
Bei der Wahl konnte er seinen Sitz gegen die Republikanerin Wendy Long verteidigen.
Da bei der Senatswahl 2012 die Demokratin Kirsten Gillibrand den anderen Senatorensitz von New York verteidigen konnte, entsendet New York zwei demokratische Senatoren in den US-Senat.

### North Carolina
Der amtierende Republikaner Richard Burr wurde bei der Senatswahl 2010 wiedergewählt.
Bei der Wahl konnte er seinen Sitz gegen die Demokratin Deborah K. Ross verteidigen.
Da bei der Senatswahl 2014 der Republikaner Thom Tillis den anderen Senatorensitz von North Carolina gewinnen konnte, entsendet North Carolina zwei republikanische Senatoren in den US-Senat.

### North Dakota
Der amtierende Republikaner John Hoeven wurde bei der Senatswahl 2010 gewählt.
Bei der Wahl konnte er seinen Sitz gegen den Demokraten der North Dakota Demokraten Eliot Glassheim verteidigen.
Da bei der Senatswahl 2012 die Demokratin der North Dakota Demokraten Heidi Heitkamp den anderen Senatorensitz von North Dakota gewinnen konnte, entsendet North Dakota einen demokratischen und einen republikanische Senator in den US-Senat.

### Ohio
Der amtierende Republikaner Rob Portman wurde bei der Senatswahl 2010 gewählt.
Bei der Wahl konnte er seinen Sitz gegen den Demokraten Ted Strickland verteidigen.
Da bei der Senatswahl 2012 der Demokrat Sherrod Brown den anderen Senatorensitz von Ohio verteidigen konnte, entsendet Ohio einen demokratischen und einen republikanische Senator in den US-Senat.

### Oklahoma
Der amtierende Republikaner James Lankford wurde 2014 bei einer außerordentlichen Wahl gewählt.
Bei der Wahl konnte er seinen Sitz gegen den Demokraten Mike Workman verteidigen.
Da bei der Senatswahl 2014 der Republikaner Jim Inhofe den anderen Senatorensitz von Oklahoma verteidigen konnte, entsendet Oklahoma zwei republikanische Senatoren in den US-Senat.

### Oregon
Der amtierende Demokrat Ron Wyden wurde bei der Senatswahl 2010 wiedergewählt.
Bei der Wahl konnte er seinen Sitz gegen den Republikaner Mark Callahan verteidigen.
Da bei der Senatswahl 2014 der Demokrat Jeff Merkley den anderen Senatorensitz von Oregon verteidigen konnte, entsendet Oregon zwei demokratische Senatoren in den US-Senat.

### Pennsylvania
Der amtierende Republikaner Pat Toomey wurde bei der Senatswahl 2010 gewählt.
Bei der Wahl konnte er seinen Sitz gegen die Demokratin Katie McGinty verteidigen.
Da bei der Senatswahl 2012 der Demokrat Bob Casey den anderen Senatorensitz von Pennsylvania verteidigen konnte, entsendet Pennsylvania einen demokratischen und einen republikanischen Senator in den US-Senat.

### South Carolina
Der amtierende Republikaner Tim Scott wurde 2014 bei einer außerordentlichen Wahl gewählt.
Bei der Wahl konnte er seinen Sitz gegen den Demokraten Thomas Dixon verteidigen.
Da bei der Senatswahl 2014 der Republikaner Lindsey Graham den anderen Senatorensitz von South Carolina verteidigen konnte, entsendet South Carolina zwei republikanische Senatoren in den US-Senat.

### South Dakota
Der amtierende Republikaner John Thune wurde bei der Senatswahl 2010 wiedergewählt.
Bei der Wahl konnte er seinen Sitz gegen den Demokraten Jay Williams verteidigen.
Da bei der Senatswahl 2014 der Republikaner Mike Rounds den anderen Senatorensitz von South Dakota gewinnen konnte, entsendet South Dakota zwei republikanische Senatoren in den US-Senat.

### Utah
Der amtierende Republikaner Mike Lee wurde bei der Senatswahl 2010 gewählt.
Bei der Wahl konnte er seinen Sitz gegen die Demokratin Misty Snow verteidigen.
Da bei der Senatswahl 2012 der Republikaner Orrin Hatch den anderen Senatorensitz von Utah verteidigen konnte, entsendet Utah zwei republikanische Senatoren in den US-Senat.

### Vermont
Der amtierende Demokrat Patrick Leahy wurde bei der Senatswahl 2010 wiedergewählt.
Bei der Wahl konnte er seinen Sitz gegen den Republikaner Scott Milne verteidigen.
Da bei der Senatswahl 2012 der unabhängige Senator Bernie Sanders den anderen Senatorensitz von Vermont verteidigen konnte, entsendet Vermont einen demokratischen und einen unabhängigen Senator in den US-Senat.

### Washington
Die amtierende Demokratin Patty Murray wurde bei der Senatswahl 2010 wiedergewählt.
Bei der Wahl konnte sie ihren Sitz gegen den Republikaner Chris Vance verteidigen.
Da bei der Senatswahl 2012 die Demokratin Maria Cantwell den anderen Senatorensitz von Washington verteidigen konnte, entsendet Washington zwei demokratischen Senatoren in den US-Senat.

### Wisconsin
Der amtierende Republikaner Ron Johnson wurde bei der Senatswahl 2010 gewählt.
Bei der Wahl konnte er seinen Sitz gegen den Demokraten Russ Feingold verteidigen.
Da bei der Senatswahl 2012 die Demokratin Tammy Baldwin den anderen Senatorensitz von Wisconsin gewinnen konnte, entsendet Wisconsin einen demokratischen und einen republikanischen Senator in den US-Senat.